# Митрополит београдски Дионисије II
Митрополит Дионисије II био београдски митрополит (1813—1815).

## Биографија
Митрополит Дионисије Нишлија (у свету Димитрије) био је драгоман (српски писар и тумач) код Рушид-паше. Паша је годинама био заповедник Ниша.
Био је православни свештеник у Нишу. Довео га је у Београд Хуршид-паша, а од њега као Србина се очекивало да смирује рају. Наследио је на катедри београдских митрополита избеглог митрополита Леонтија (Ламбровића). Био је по титули митрополит Београда и Срема. Одговорно је вршио мисију у српском народу, а његова резиденција се налазила у Београду.
Берат о постављењу добио је од султана Махмуда (1808-1839) 7. новембра 1813. године У берату се каже: да су грчки патријарх и његов синод изабрали митрополита Дионизија, те су молили султана да се исто лице потврди и да му се изда берат, а он ће положити царској хазни уобичајени пешкеш за митрополитско достојанство. Султан је тада наредио да се прегледају епископски протоколи који се чувају у царској благајни (хазни), па је онда потврдио изабраног Дионизија за београдског митрополита, наредивши му да за берат плати уобичајени пешкеш од 21.000 аспри. Дионизију се, као обласном митрополиту, даје власт постављања и збацивања епископа и свештеника, право несметане управе црквама и манастирима, дисциплинска власт над епископима, калуђерима и свештеницима, као и право наслеђивања завештаних имања од стране православних. Митрополит, даље, има право да од епископа, калуђера и попова и других верних купи мирију, на коју он према постојећим канонима и бератима има прво.
Умро је у Београду крајем октобра 1815. године.